# ナイセ川

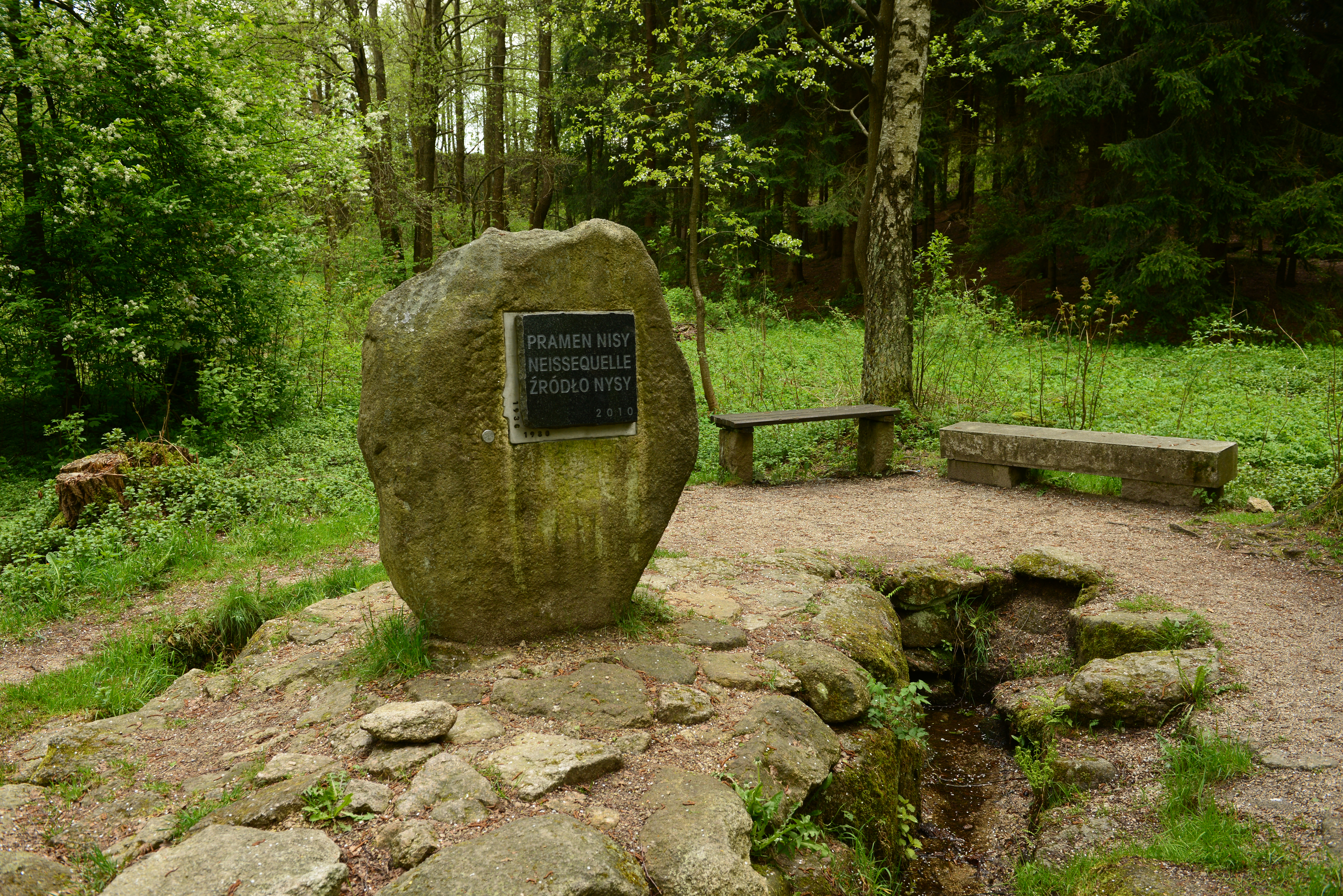
源流を示す石碑

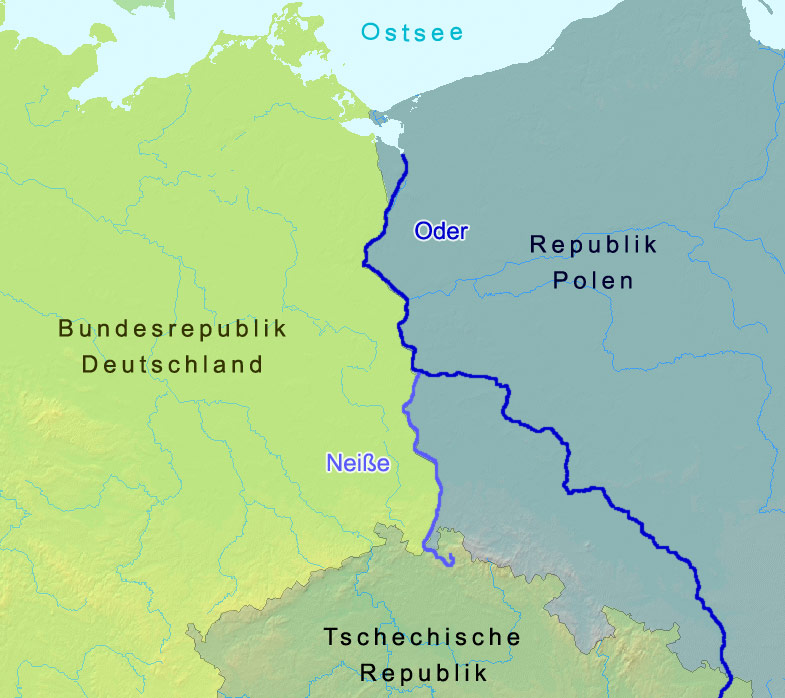
オーデル川とナイセ川の流域地図

ナイセ川（ナイセがわ、ドイツ語：Neiße）は、オーデル川の支流。チェコ北部に源流を発し、第二次世界大戦後に設定されたドイツとポーランドの国境であるオーデル・ナイセ線の一部を成す。全長252km。

## 名称
ドイツ語では正式にはラウジッツァー・ナイセ（Lausitzer Neiße）といい、ポーランド語ではニサ・ウジツカ（Nysa Łużycka、ヌィサとも）、チェコ語ではルジツカー・ニサ（Lužická Nisa）と呼ばれる。これらはいずれも「ラウジッツ地方のナイセ（ニサ）川」を意味する。
地方名が冠されているのは同じ「ニサ（ナイセ）」の名を持つ河川がほかにも存在するからである。
- ニサ・クウォツカ（ポーランド語：Nysa Kłodzka、ドイツ語：Glatzer Neiße グラッツァー・ナイセ） - ドルヌィ・シロンスク県（下シレジア）南端のクウォツコ（Kłodzko、かつてのグラッツ Glatz）からニサ（ナイセ）の町を経て195kmにわたり下シレジアを流れオーデル川に入る。
- ニサ・シャロナ（ポーランド語：Nysa Szalona、ドイツ語：Wütende Neiße ヴューテンデ・ナイセ） - 下シレジアを流れ カチャヴァ川（Kaczawa、かつてのカッツバッハ川 Katzbach）を経てオーデル川に入る。全長51km。

さらにこれらの河川の支流にも「ニサ」の名を持つものがある。しかしラウジッツのナイセ川が同名の河川の中で最も長く、国境の川としても有名であることから、単に「ナイセ川」と言えば通常これを指す。

## 地理
ラウジッツのナイセ川はチェコ北端のイゼラ山脈に発し、山脈内のヤブロネツ・ナド・ニソウ、リベレツを経てドイツとチェコの国境を1kmほど流れ、ドイツとポーランドの国境へ入る。
ドイツ側はザクセン州とブランデンブルク州、ポーランド側はドルヌィ・シロンスク県およびルブシュ県の間の国境沿いを北に流れる。途中の街には、ツィッタウ（ドイツ）、ゲルリッツ/ズゴジェレツ（ドイツ/ポーランド）、ピエンスク（ポーランド）、バート・ムスカウ/ウェンクニツァ（ドイツ/ポーランド）、フォルスト（ドイツ）、グーベン/グービン（ドイツ/ポーランド）などがあり、ゲルリッツなどのように第二次世界大戦後に街が両国に二分された都市も多い。
グービンとアイゼンヒュッテンシュタットの間でオーデル川と合流する。
全長252kmのうち54kmはチェコ領内、198kmはドイツ・ポーランド国境を流れる。